# Општина Кордоба (Веракруз)
Кордоба (шп. Córdoba) општина је у Мексику у савезној држави Веракруз. Општина се налази на надморској висини од 860 м.

## Становништво
Према подацима из 2010. у општини је живело 196541 становника.

### Хронологија
| Година       | 2000                   | 2005                   | 2010                    |
| ------------ | ---------------------- | ---------------------- | ----------------------- |
| Становништво | 177288 (82983 / 94305) | 186623 (86791 / 99832) | 196541 (91805 / 104736) |

### Попис
| \| \| м \| \| \| ж \| \| 0—2 \| 4.788 \| \| \| 4.827 \| \| 3—5 \| 5.129 \| \| \| 4.973 \| \| 6—11 \| 10.553 \| \| \| 10.346 \| \| 12—14 \| 5.191 \| \| \| 4.990 \| \| 15—17 \| 5.550 \| \| \| 5.430 \| \| 18—24 \| 11.853 \| \| \| 13.037 \| \| 60+ \| 8.297 \| \| \| 11.866 \| \| Просек : \| 29,6 \| \| \| 31,7 \| |        |  |  |        |
| |        |  |  |        |
| | м      |  |  | ж      |
| 0—2 | 4.788  |  |  | 4.827  |
| 3—5 | 5.129  |  |  | 4.973  |
| 6—11 | 10.553 |  |  | 10.346 |
| 12—14 | 5.191  |  |  | 4.990  |
| 15—17 | 5.550  |  |  | 5.430  |
| 18—24 | 11.853 |  |  | 13.037 |
| 60+ | 8.297  |  |  | 11.866 |
| Просек : | 29,6   |  |  | 31,7   |

| #   | Индикатор                                                                                        | Вредност |
| --- | ------------------------------------------------------------------------------------------------ | -------- |
| 1   | Становништво од 0 до 2 године                                                                    | 9615     |
| 2   | Мушко становништво од 0 до 2 године                                                              | 4788     |
| 3   | Женско становништво од 0 до 2 године                                                             | 4827     |
| 4   | Становништво са 3 и више година                                                                  | 184999   |
| 5   | Мушко становништво са 3 и више година                                                            | 86063    |
| 6   | Женско становништво са 3 и више година                                                           | 98936    |
| 7   | Становништво са 5 и више година                                                                  | 178252   |
| 8   | Мушко становништво са 5 и више година                                                            | 82700    |
| 9   | Женско становништво са 5 и више година                                                           | 95552    |
| 10  | Становништво са 12 и више година                                                                 | 153998   |
| 11  | Мушко становништво са 12 и више година                                                           | 70381    |
| 12  | Женско становништво са 12 и више година                                                          | 83617    |
| 13  | Становништво са 15 и више година                                                                 | 143817   |
| 14  | Мушко становништво са 15 и више година                                                           | 65190    |
| 15  | Женско становништво са 15 и више година                                                          | 78627    |
| 16  | Становништво са 18 и више година                                                                 | 132837   |
| 17  | Мушко становништво са 18 и више година                                                           | 59640    |
| 18  | Женско становништво са 18 и више година                                                          | 73197    |
| 19  | Становништво од 3 до 5 година                                                                    | 10102    |
| 20  | Мушко становништво од 3 до 5 година                                                              | 5129     |
| 21  | Женско становништво од 3 до 5 година                                                             | 4973     |
| 22  | Становништво од 6 до 11 година                                                                   | 20899    |
| 23  | Мушко становништво од 6 до 11 година                                                             | 10553    |
| 24  | Женско становништво од 6 до 11 година                                                            | 10346    |
| 25  | Становништво од 8 до 14 година                                                                   | 24188    |
| 26  | Мушко становништво од 8 до 14 година                                                             | 12259    |
| 27  | Женско становништво од 8 до 14 година                                                            | 11929    |
| 28  | Становништво од 12 до 14 година                                                                  | 10181    |
| 29  | Мушко становништво од 12 до 14 година                                                            | 5191     |
| 30  | Женско становништво од 12 до 14 година                                                           | 4990     |
| 31  | Становништво од 15 до 17 година                                                                  | 10980    |
| 32  | Мушко становништво од 15 до 17 година                                                            | 5550     |
| 33  | Женско становништво од 15 до 17 година                                                           | 5430     |
| 34  | Становништво од 18 до 24 године                                                                  | 24890    |
| 35  | Мушко становништво од 18 до 24 године                                                            | 11853    |
| 36  | Женско становништво од 18 до 24 године                                                           | 13037    |
| 37  | Женско становништво од 15 до 49 година                                                           | 57076    |
| 38  | Становништво са 60 и више година                                                                 | 20163    |
| 39  | Мушко становништво са 60 и више година                                                           | 8297     |
| 40  | Женско становништво са 60 и више година                                                          | 11866    |
| 41  | Однос између мушкараца и жена                                                                    | 87.65    |
| 42  | Становништво од нуле до 14 година                                                                | 50797    |
| 43  | Становништво од 15 до 64 године                                                                  | 129782   |
| 44  | Становништво од 65 година и више                                                                 | 14035    |
| 45  | Просечан број деце                                                                               | 2.04     |
| 46  | Становништво рођено у ентитету                                                                   | 177249   |
| 47  | Мушко становништво рођено у ентитету                                                             | 82939    |
| 48  | Женско становништво рођено у ентитету                                                            | 94310    |
| 49  | Становништво рођено у другом ентитету                                                            | 16153    |
| 50  | Мушко становништво рођено у другом ентитету                                                      | 7329     |
| 51  | Женско становништво рођено у другом ентитету                                                     | 8824     |
| 52  | Становништво од 5 година и више резидентно у ентитету у јуну 2005. године                        | 172182   |
| 53  | Мушко становништво старосног доба од 5 година и више, резидентно у ентитету у јуну 2005. године  | 79499    |
| 54  | Женско становништво старосног доба од 5 и више година, резидентно у ентитету у јуну 2005. године | 92683    |
| 55  | Становништво од 5 година и више које је живело у другом ентитету у јуну 2005. године             | 3824     |
| 56  | Мушко становништво старије од 5 година које је живело у другом ентитету у јуну 2005. године      | 1864     |
| 57  | Женско становништво старије од 5 година које је живело у другом ентитету у јуну 2005. године     | 1960     |
| 58  | Становништво од 3 године и више које говори аутохтони језик                                      | 3035     |
| 59  | Мушко становништво старо 3 године и више које говори аутохтони језик                             | 1353     |
| 60  | Женско становништво старо 3 године и више које говори аутохтони језик                            | 1682     |
| 61  | Становништво од 3 године и више које говори аутохтони језик и не говори шпански језик            | 22       |
| 62  | Мушко становништво старо 3 године и више које говори аутохтони језик и не говори шпански         | 4        |
| 63  | Женско становништво старо 3 године и више које говори аутохтони језик и не говори шпански језик  | 18       |
| 64  | Становништво старо 3 године и више које говори аутохтони језик и шпански                         | 2487     |
| 65  | Мушко становништво старо 3 године и више које говори аутохтони језик и шпански                   | 1094     |
| 66  | Женско становништво старо 3 године и више које говори аутохтони језик и шпански                  | 1393     |
| 67  | Становништво од 5 година и више које говори аутохтони језик                                      | 3017     |
| 68  | Становништво од 5 година и више које говори аутохтони језик и не говори шпански језик            | 20       |
| 69  | Становништво од 5 година и више које говори аутохтони језик и говори шпански језик               | 2481     |
| 70  | Становништво у домородачким домаћинствима                                                        | 7072     |
| 71  | Становништво са ограничењима у активностима                                                      | 6826     |
| 72  | Становништво са ограниченим ходањем или кретањем, горе или доле                                  | 3279     |
| 73  | Становници са ограничењима вида, чак и уз кориштење сочива                                       | 2007     |
| 74  | Становништво са ограничењима говора, комуникације или конверзације                               | 623      |
| 75  | Становништво са ограниченим слухом                                                               | 719      |
| 76  | Становништво са ограничењима при одевању, купању или јелу                                        | 375      |
| 77  | Становништво са ограничењима у опажању или учењу једноставних ствари                             | 331      |
| 78  | Становништво са менталним ограничењима                                                           | 817      |
| 79  | Становништво без ограничења активности                                                           | 186380   |
| 80  | Становништво од 3 до 5 година које не похађа школу                                               | 4944     |
| 81  | Мушко становништво од 3 до 5 година које не похађа школу                                         | 2475     |
| 82  | Женско становништво од 3 до 5 година које не похађа школу                                        | 2469     |
| 83  | Становништво од 6 до 11 година које не похађа школу                                              | 649      |
| 84  | Мушко становништво од 6 до 11 година које не похађа школу                                        | 366      |
| 85  | Женско становништво од 6 до 11 година које не похађа школу                                       | 283      |
| 86  | Становништво од 12 до 14 година које не похађа школу                                             | 721      |
| 87  | Мушко становништво од 12 до 14 година које не похађа школу                                       | 422      |
| 88  | Женско становништво од 12 до 14 година које не похађа школу                                      | 299      |
| 89  | Становништво од 15 до 17 година похађа школу                                                     | 8077     |
| 90  | Мушко становништво од 15 до 17 година похађа школу                                               | 3940     |
| 91  | Женско становништво између 15 и 17 година живота у школи                                         | 4137     |
| 92  | Становништво од 18 до 24 године похађа школу                                                     | 8085     |
| 93  | Мушко становништво од 18 до 24 године похађа школу                                               | 3947     |
| 94  | Женско становништво од 18 до 24 године похађа школу                                              | 4138     |
| 95  | Становништво од 8 до 14 година које не може да чита и пише                                       | 713      |
| 96  | Мушко становништво старосног доба од 8 до 14 година које не може да чита и пише                  | 415      |
| 97  | Женско становништво старосног доби од 8 до 14 година које не може да чита и пише                 | 298      |
| 98  | Становништво од 15 година и више које је неписмено                                               | 7616     |
| 99  | Мушко становништво од 15 година и више које је неписмено                                         | 2588     |
| 100 | Женско становништво од 15 година и више које је неписмено                                        | 5028     |
| 101 | Становништво старо 15 и више година без школовања                                                | 8712     |
| 102 | Мушко становништво старо 15 и више година без школовања                                          | 3102     |
| 103 | Женско становништво старо 15 и више година без школовања                                         | 5610     |
| 104 | Становништво старосног доба 15 и више година са непотпуним основним образовањем                  | 17477    |
| 105 | Мушко становништво старосног доба од 15 година и више са непотпуном основним образовањем         | 7677     |
| 106 | Женско становништво старосног доба 15 и више година са непотпуном основним образовањем           | 9800     |
| 107 | Становништво старо 15 и више година са комплетним основним образовањем                           | 23243    |
| 108 | Мушко становништво старо 15 година и више са комплетним основним образовањем                     | 10476    |
| 109 | Женско становништво старо 15 и више година са комплетним основним образовањем                    | 12767    |
| 110 | Становништво старосног доба 15 и више година са непотпуним средњим образовањем                   | 7923     |
| 111 | Мушко становништво старосног доба од 15 година и више са непотпуним средњим образовањем          | 4220     |
| 112 | Женско становништво старосног доба од 15 година и више са непотпуним средњим образовањем         | 3703     |
| 113 | Становништво старо 15 и више година са пуним секундарном образовањем                             | 27046    |
| 114 | Мушко становништво старосног доба од 15 година и више са пуним секундарном образовањем           | 12661    |
| 115 | Женско становништво старосног доба од 15 година и више са пуним секундарном образовањем          | 14385    |
| 116 | Становништво старије од 18 година са постосновним образовањем                                    | 54433    |
| 117 | Мушко становништво старије од 18 година са постосновним образовањем                              | 25063    |
| 118 | Женско становништво старије од 18 година са постосновним образовањем                             | 29370    |
| 119 | Просечна оцена школовања                                                                         | 8.97     |
| 120 | Просечан ниво образовања мушке популације                                                        | 9.15     |
| 121 | Просечан ниво образовања женског становништва                                                    | 8.82     |
| 122 | Економски активно становништво                                                                   | 85004    |
| 123 | Економски активна мушка популација                                                               | 52250    |
| 124 | Економски активна женска популација                                                              | 32754    |
| 125 | Становништво које није економски активно                                                         | 68124    |
| 126 | Мушко становништво које није економски активно                                                   | 17695    |
| 127 | Женско становништво које није економски активно                                                  | 50429    |
| 128 | Запослено становништво                                                                           | 81577    |
| 129 | Запослено мушко становништво                                                                     | 49757    |
| 130 | Запослено женско становништво                                                                    | 31820    |
| 131 | Незапослена популација                                                                           | 3427     |
| 132 | Незапослена мушка популација                                                                     | 2493     |
| 133 | Незапослена женска популација                                                                    | 934      |
| 134 | Становништво без права на здравствене услуге                                                     | 79769    |
| 135 | Становништво које има право на здравствене услуге                                                | 114318   |
| 136 | Становништво које има право на ИМСС                                                              | 76775    |
| 137 | Становништво које има право на социјално осигурање                                               | 6224     |
| 138 | Становништво које има право на државно социјално осигурање                                       | 149      |
| 139 | Становништво које има право на опште осигурање или здравствено осигурање за нову генерацију      | 27063    |
| 140 | Становништво које је било једном или није било у браку током 12 година и више                    | 56034    |
| 141 | Венчано или уједињено становништво од 12 година и више                                           | 79605    |
| 142 | Становништво које је било у браку или уједињено 12 година и више                                 | 18032    |
| 143 | Становништво са католичком религијом                                                             | 170987   |
| 144 | Протестанти, еванђелисти и библијски следбеници различити од еванђелиста                         | 15881    |
| 145 | Становништво са другим религијама различитим од претходних                                       | 147      |
| 146 | Становништво без религије                                                                        | 4191     |
| 147 | Укупно пописаних домаћинства                                                                     | 52600    |
| 148 | Пописна домаћинства на челу са мушкарцима                                                        | 35593    |
| 149 | Пописна домаћинства на челу са женама                                                            | 17007    |
| 150 | Становништво у пописним домаћинствима                                                            | 194301   |
| 151 | Становништво у пописним домаћинствима на челу са мушкарцима                                      | 138246   |
| 152 | Становништво у пописним домаћинствима на челу са женама                                          | 56055    |
| 153 | Укупно домаћинстава                                                                              | 61616    |
| 154 | Укупно насељених домаћинстава                                                                    | 53233    |
| 155 | Укупно приватних кућа                                                                            | 60983    |
| 156 | Насељени приватни домови                                                                         | 52600    |
| 157 | Укупно насељених приватних кућа                                                                  | 53213    |
| 158 | Ненасељене приватне куће                                                                         | 6442     |
| 159 | Појединачна домаћинства за привремену употребу                                                   | 1941     |
| 160 | Становници у насељеним приватним кућама                                                          | 194301   |
| 161 | Насељеност станара у приватним становима                                                         | 3.69     |
| 162 | Просечно становника по соби у приватним насељеним домаћинствима                                  | 1.04     |
| 163 | Појединачна домаћинства са подовима од различитих материјала од земље                            | 49531    |
| 164 | Појединачна домаћинства у приземљу                                                               | 2613     |
| 165 | Појединачна домаћинства са једном спаваћом собом                                                 | 21393    |
| 166 | Појединачна домаћинства са две спаваће собе и више                                               | 30935    |
| 167 | Појединачна домаћинства са једним собом                                                          | 8427     |
| 168 | Појединачна домаћинства са две собе                                                              | 8271     |
| 169 | Појединачна домаћинства са 3 собе и више                                                         | 35562    |
| 170 | Појединачна домаћинства која имају електрично светло                                             | 51896    |
| 171 | Појединачна домаћинства која немају електрично светло                                            | 475      |
| 172 | Појединачна домаћинства која имају водоводну воду у стамбеном простору                           | 46339    |
| 173 | Појединачна домаћинства која немају водоводну воду у стамбеном простору                          | 5911     |
| 174 | Појединачна домаћинства која имају тоалет                                                        | 51710    |
| 175 | Појединачна домаћинства која имају канализацију                                                  | 50717    |
| 176 | Појединачна домаћинства која немају канализацију                                                 | 1496     |
| 177 | Појединачна домаћинства која имају електрично светло, довод воде из јавне мреже и канализацију   | 45367    |
| 178 | Појединачна домаћинства без икаквих услова                                                       | 804      |
| 179 | Појединачна домаћинства која имају радио                                                         | 42704    |
| 180 | Појединачна домаћинства која имају телевизор                                                     | 50041    |
| 181 | Појединачна домаћинства која имају фрижидер                                                      | 43249    |
| 182 | Појединачна домаћинства која имају машину за веш                                                 | 30783    |
| 183 | Појединачна домаћинства која имају аутомобил или комби                                           | 16356    |
| 184 | Појединачна домаћинства која имају рачунар                                                       | 15043    |
| 185 | Појединачна домаћинства која имају фиксну телефонску линију                                      | 20866    |
| 186 | Појединачна домаћинства која имају мобилни телефон                                               | 36917    |
| 187 | Појединачна домаћинства која имају приступ интернету                                             | 10742    |